# Rokushin Gattai Godmars
Rokushin Gattai Godmars (六神合体ゴッドマーズ, Rokushin Gattai Goddomāzu) também conhecido no ocidente como Six God Combination Godmars foi uma série de anime popular produzida pela TMS Entertainment do gênero Super Robot  que foi exibida de 1981 até 1982 no Japão, durando 64 episódios e um filme.
Em 1982 foi eleita o melhor anime do ano na premiação Anime Grand Prix, realizado pelas revistas Animage e Newtype juntamente com Macross.

## História
No ano de 1999, a humanidade começa a explorar os confins do sistema solar. O planeta Gishin, liderado pelo imperador Zule, que deseja conquistar a galáxia, entra em conflito com a Terra. Ele põe a Terra como um alvo a ser eliminado e para isso envia um bebê chamado Mars para viver entre os humanos e pesquisar e descobrir as fraquezas da humanidade. Acompanhando o bebê está o robô gigante Gaia, que possui um poder capaz de destruir um planeta. Como planejado, quando Mars crescesse ele iria ativar uma bomba inclusa em Gaia e assim destruiria a Terra.
No entanto, após Mars chegar à Terra ele é adotado por uma família japonesa e é nomeado como Takeru Myoujin. Dezessete anos depois, Takeru cresce sentindo amor pela humanidade e se recusa a ativar a bomba em Gaia como havia sido ordenado por Zule. No entanto, se Takeru morrer, a bomba inclusa em Gaia irá explodir destruindo a Terra.
Takeru possui poderes psíquicos e também é capaz de pilotar o robô Godmars com sua mente. Ele decide se aliar às forças de defesa terrestre e se tornar um membro do Crasher Squad (uma tropa de elite da força de defesa espacial) onde ele e seus amigos irão lutar contra as forças de Gishin na Terra.
O relacionamento de Takeru com seu irmão Maag, cujos destinos foram trocados, iniciou uma rivalidade entre os dois durante a guerra.
Sem Gishin tomar conhecimento, cinco outros robôs foram criados em segredo juntamente com Gaia pelo pai de Takeru. Sempre que a Terra correr perigo, Takeru será capaz de invocar os cinco outros robôs e combiná-los com Gaia formando o robô gigante Godmars.
Os outros cinco robôs são denominados Sphinx, Uranus, Titan, Shin e Rá.

## Conceito
A série de TV é levemente baseada no mangá Mars de 1976, publicado na Shonen Champion por Mitsuteru Yokoyama. O nome Godmars é uma referência ao deus romano da guerra Marte

## Equipe de produção
Criador original e autor do mangá : Mitsuteru Yokoyama
Diretor : Tetsuo Imazawa
Produtor : Shigeru Akagawa, Yasuji Takahashi
Character Design : Hideyuki Motohashi
Diretor de animação : Hideyuki Motohashi
Mecha Design : Hajime Kamegaki
Background Art : Tsutomu Ishigaki

## DVD
Os 64 episódios da série original foram lançados em uma coleção dividida em três caixas.

## Video games
Godmars é um dos personagens do video game Super Robot Wars

## Reação
Godmars veio cedo durante a era dos animes de mecha super robôs da década de 80 (que iria mudar drasticamente após a estreia de Gundam e Macross). O show foi exibido nos Estados Unidos e México com o nome Six God Combination Godmars (EUA) e El Super Robo Godmars (México).
Um filme-resumo intitulado Godmars: The Movie Plus foi lançado em 1988.